# Hisashi Kaneko
Hisashi Kaneko (jap. 金子 久, Kaneko Hisashi; * 12. September 1959 in Saitama, Präfektur Saitama) ist ein ehemaliger japanischer Fußballspieler.

## Nationalmannschaft
1986 debütierte Kaneko für die japanische Fußballnationalmannschaft. Kaneko bestritt sieben Länderspiele und erzielte dabei ein Tor.

## Errungene Titel
- Japan Soccer League: 1985/86

## Persönliche Auszeichnungen
- Japan Soccer League Best Eleven: 1985/86, 1986/87